# Centre de formation des troupes spéciales
Le centre de formation des troupes spéciales (CFTS) est une école militaire spécialisé des forces terrestres algériennes.

## Historique
Le centre de formation des troupes spéciales (CFTS), se situe dans la ville de Biskra à 405 km au sud-est d'Alger.
À l'origine le CFTS a été créé sous la tutelle de l'école supérieure des troupes spéciales (ESTS), cependant il est devenu totalement autonome à partir de janvier 1994.
L'ESTS se charge de la formation des officiers et des sous-officiers, tandis que le CFTS se charge de la formation des hommes du rang des commandos-parachutistes de l'armée de terre algérienne.
On retrouve également à proximité le 1er régiment d'hélicoptères de combat, et le 32e escadron de transport des forces aériennes algériennes.

## Formation
Le CFTS propose des formations afin d'avoir ces certificats suivants :
- Le certificat militaire professionnel de 1er degré (CMP1) pour les élèves caporaux
- Le certificat d'application (CA) pour les djounouds (soldats)

La durée de formation pour le CMP 1 est de 6 mois et se déroule en 2 parties :
- Première phase : formation de base (tronc commun) d'une durée de 2 mois
- Deuxième phase : formation de spécialité d'une durée de 4 mois

Tandis que la durée de formation pour le CA est de 5 mois et se déroule également en 2 phases :
- Première phase: formation de base (tronc commun) d'une durée de 2 mois
- Deuxième phase : formation de spécialisation se déroulant en trois 3 mois. Cette phase complète la première. Elle est consacrée pour les aptitudes permettant au djoundi (soldat) d'accomplir les actes élémentaires de sa spécialité.

Cette école forme donc les futurs soldats et caporaux des commandos parachutistes de l'armée de terre algérienne.

## Moyens de l'école
L'école a à sa disposition :

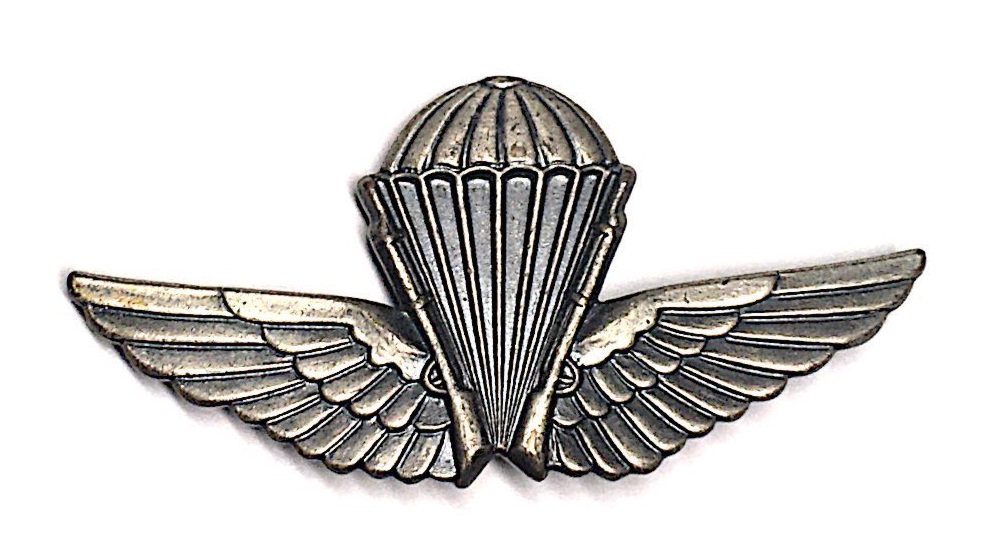
Insigne de brevet parachutiste de l'ANP.

- Des salles de cours équipées de moyens pédagogiques
- Des croquis d'instruction et matériel en coupe de différents fusils, munitions, grenades et des munitions d'instruction
- Divers parcours (du combattant, d'obstacles, nautique, de stress, psychologique etc.)
- Plusieurs salles de sports et salles omnisports
- Réplique d'un avion pour les entraînements au saut en parachute
- Plusieurs terrains d'exercice pour les cours pratiques en combat etc.
- Plusieurs champs de tir
- Véhicules de transports
- Simulateur de saut en parachute